# Ansonia malayana
Espèce
Statut de conservation UICN

 LC  : Préoccupation mineure
Ansonia malayana est une espèce d'amphibiens de la famille des Bufonidae.

## Répartition
Cette espèce est endémique de la péninsule Malaise. Elle se rencontre entre 300 et 1 300 m d'altitude :
- en Thaïlande de la province de Chumpon à la province de Yala ainsi que sur Ko Phuket ;
- en Malaisie péninsulaire.

## Description
Le mâle mesure 20,2 mm et les femelles de 24,1 à 28,8 mm.

## Étymologie
Son nom d'espèce lui a été donné en référence au lieu de sa découverte, la Malaya.

## Publication originale
- Inger, 1960 : A review of the oriental toads of the genus Ansonia Stoliczka. Fieldiana, Zoology, vol. 39, no 43, p. 473-503 (texte intégral).